# Ptychomitrium platyphyllum
Ptychomitrium platyphyllum là một loài rêu trong họ Ptychomitriaceae. Loài này được (Cardot & Thér.) Cardot mô tả khoa học đầu tiên năm 1913.